# 서울신도초등학교
서울신도초등학교(서울新道初等學校)는 대한민국 서울특별시 은평구 진관동에 있는 공립 초등학교다.

## 학교 연혁
- 1928년 12월 1일 고양군 신은공립보통학교(4년제) 개교(설립인가 6월 6일)
- 1937년 4월 1일 6년제 개편
- 1938년 4월 1일 신도공립심상소학교로 개칭
- 1941년 4월 1일 신도공립국민학교로 개칭
- 1973년 7월 1일 서울시 편입(서울신도국민학교)
- 1994년 9월 10일 병설유치원 개원
- 1996년 3월 2일 서울신도초등학교로 교명 개칭
- 2007년 3월 1일 은평뉴타운 개발 관계로 임시 휴교
- 2010년 3월 1일 현 위치에서 재개교(은평구 진관동 108)
- 2010년 3월 1일 초등 13학급, 유치원 3학급 편성
- 2016년 2월 19일 제83회 졸업식(170명, 누계 25489명)
- 2017년 2월 17일 제84회 졸업식(200명, 누계 25689명)
- 2018년 2월 14일 제85회 졸업식(160명, 누계 25849명)
- 2019년 2월 15일 제86회 졸업식(210명, 누계 26059명)
- 2019년 9월 1일 제27대 김창희 교장 부임
- 2020년 2월 14일 제87회 졸업식(270명, 누계 26385명)
- 2020년 3월 1일 제28대 진경자 교장 부임

## 참고 자료
- 서울신도초등학교 - 한국교육학술정보원 학교알리미